# Lizzie
Lizzie（リジー）は自由ソフトウェアのコンピュータ囲碁ソフト。 

## 概要
Lizzieはディープラーニングで強化されたオープンソースの囲碁思考エンジン「Leela Zero」のGUIフロントエンドである。対局も可能ではあるが(キーボードのnキーを押すと対局開始)、AIを利用した検討・研究に特化した作りになっている。 
Javaで記述されているため、使用するPCにJDKもしくはJREがインストールされている必要がある。Windowsの場合、ZIPファイル内の「lizzie.jar」をダブルクリックすることでLizzieが起動する。 

### 操作方法
Xキーを押すと操作方法が表示される。

## 思考エンジンの変更
標準で対応しているLeela Zero以外にも設定を行うことにより別の思考エンジン(囲碁AI)を使用可能となる。AbemaTVでの「GLOBIS-AQZvsプロ棋士(仲邑菫、芝野虎丸)」では解説の際にLizzieが使われてれたが、その際は思考エンジンもGLOBIS-AQZが使用された。
また2019年10月1日に公開されたLizzieバージョン0.7ではLeela Zeroに加えて標準でKataGoにも対応した。KataGoに思考エンジンを切り替えた場合、勝率に加えて目数差の予測も表示される。

## クラウドコンピューティングでの利用
Lizzieを使用しての囲碁の研究がプロ棋士の間でも盛んに行なわれるようになったが、Leela Zero などの思考エンジンを動作させるためには高性能なGPUが必要なこともあり、個人が導入できないレベルの計算資源にアクセスできるAmazon Web ServicesやGoogle Cloud Platformなどのクラウドコンピューティングサービスを利用する例もある。

## その他
PCの設定に不慣れな人向けにLizzieを標準搭載したPCも発売されている。
Lizzieは最善手を青い点で表示するため、プロ棋士の間では「この手は青い」「蕁麻疹」など新たな囲碁用語が使われるようになった。